# Dåristjärnarna (Vilhelmina socken, Lappland, 720333-148971)
Dåristjärnarna är en sjö i Vilhelmina kommun i Lappland och ingår i Ångermanälvens huvudavrinningsområde. Dåristjärnarna ligger i Njakafjäll Natura 2000-område.